# Сердца четырёх (Сорокин)
«Сердца четырёх» — постмодернистский роман Владимира Сорокина, написанный в 1991 году, и впервые опубликованный три года спустя в независимом альманахе «Конец Века». В 2001 году роман был переиздан издательством Ad Marginem.

## Сюжет
Сюжет произведения повествует о группе из четырёх людей — старика-инвалида Великой Отечественной войны Генриха Ивановича Штаубе, молодой женщины Ольги, сбежавшего из дома подростка Серёжи и лидера группы — Реброва, мужчины средних лет. Группа следует к некой цели, которая не объясняется читателю. На своём пути, группа совершает ряд убийств и странных поступков, для получения необходимых предметов, как например «жидкая мать» — перемолотый труп матери Реброва, убитой героями и пропущенный через соковыжималку.
В романе автор поднимает темы жестокости, власти и выживания, навеянные духом того времени. Он создаёт мир, где границы между реальностью и безумием стираются, а персонажи спокойно творят аморальные поступки.

## Отзывы
Литературный критик и писатель Дмитрий Быков в авторской передаче для телеканала Дождь высоко оценил роман, обратив внимание на его эпатажность и точное отражение атмосферы 90-х годов. Он отметил, что форма и содержание книги вызвала у него противоречивые чувства: с одной стороны, ей свойственен изящный замысел, а с другой — жестокое и грубое исполнение. Быков также подчеркнул, что абсурдные действия персонажей и многочисленные шокирующие сцены отражают оккультную природу того времени. По мнению критика, роман является важной пародией на советскую и постсоветскую реальность, демонстрируя обсессии и уродства эпохи.

## Награды
Роман был номинирован на премию Русский Букер в 1992 году.